# Attaque chimique de Khan al-Assal
L'attaque chimique de Khan al-Assal, a eu lieu le 19 mars 2013, dans le district de Khan al-Assal, à l'ouest d'Alep, lors de la guerre civile syrienne. Il s'agit d'une attaque au sarin, le sarin utilisé a été produit par le régime syrien, qui est également l'auteur de l'attaque. L'attaque a provoqué la mort d'au moins 26 personnes.

## Déroulement
Le 19 mars 2013, selon le ministre syrien de l'Information Omrane al-Zohbi, un missile est tiré par les rebelles depuis Kfar Daël, dans la région de Naïrab à l'est d'Alep, et frappe un poste militaire à Khan al-Assal, à l'ouest d'Alep. Le régime syrien accuse alors pour la première fois les rebelles d'avoir utilisé une arme chimique.
Immédiatement après l'incident, le gouvernement syrien et l'opposition se sont accusés mutuellement d'avoir mené l'attaque, mais aucun des deux camps n'a présenté de documentation claire,. Le gouvernement syrien a demandé aux Nations unies d'enquêter sur l'incident, mais les différends sur la portée de cette enquête ont entraîné de longs retards. Dans l'intervalle, la Syrie a invité la Russie à envoyer des spécialistes pour enquêter sur l'attaque. Des échantillons prélevés sur le site les ont ainsi amenés à conclure que l'attaque impliquait l'utilisation de sarin,, ce qui correspondait à l'évaluation faite par les États-Unis. La Russie a tenu l'opposition responsable de l'attaque, tandis que les États-Unis ont accusé le gouvernement d'être impliqué.

## Bilan humain
Selon le régime syrien, l'attaque fait 26 morts, dont 16 soldats loyalistes. D'après Bachar al-Jaafari, représentant permanent de la République Arabe Syrienne auprès des Nations unies, à la suite de l'impact du missile, un épais nuage de fumée rendait inconscient toute personne l’inhalant. Il annonce aussi que plus de 110 civils et soldats exposés ont dû être conduits dans des hôpitaux à Alep.
L'Observatoire syrien des droits de l'homme (OSDH) affirme pour sa part que 16 soldats et 10 civils ont été tués par le tir d'un missile sol-sol contre une position militaire mais affirme ne pas être en mesure de dire « si ce missile contenait des matières chimiques ou pas ».

## Réactions
Après l'attaque, l'agence gouvernementale SANA accuse les rebelles d'avoir tiré une roquette contenant des substances chimiques vers la zone de Khan al-Assal dans le gouvernorat d'Alep et rapporte la mort de 25 personnes ainsi que 86 intoxications.
L'Armée syrienne libre accuse, elle, le régime d'avoir mené l'attaque chimique et dément posséder de telles armes. Un de ses porte-paroles, Louaï Moqdad, déclare : « Nous comprenons que l'armée a visé Khan al-Assal en utilisant un missile de longue portée et nos informations initiales indiquent qu'il peut avoir contenu des armes chimiques. Il y a beaucoup de victimes et de nombreux blessés ont des problèmes de respiration ».

## Enquêtes
Les enquêteurs de l'ONU arrivent finalement sur les lieux en août (avec un mandat excluant l'évaluation de la culpabilité pour les attaques à l'arme chimique). Leur arrivée a coïncidé avec les attaques à plus grande échelle de la Ghouta qui ont eu lieu le 21 août. Le rapport de l'ONU, qui a été achevé le 12 décembre, a constaté « l'utilisation probable d'armes chimiques à Khan al-Assal » et a estimé qu'un empoisonnement aux organophosphorés était la cause de « l'intoxication massive ».
Le 6 mai 2013, Carla del Ponte, magistrate suisse et membre de la Commission d'enquête de l'ONU déclare dans une interview en Suisse que : « selon les témoignages que nous avons recueillis, les rebelles ont utilisé des armes chimiques, faisant usage de gaz sarin ». Ses accusations reposent sur des témoignages de victimes et de médecins recueillis par des enquêteurs de l'ONU dans les pays voisins de la Syrie, elle ajoute cependant que la commission n'a pas recueilli de preuves irréfutables à ce sujet : « Nous avons des suspicions fortes, concrètes, mais pas de preuve incontestable de l'utilisation de gaz sarin ». Ces déclarations sont cependant contredites le même jour par la commission d'enquête internationale de l'ONU sur les violations des droits de l'homme en Syrie qui affirme ne pas avoir d'éléments suffisants lui « permettant de conclure que des armes chimiques ont été utilisées par les parties au conflit »,. Un mois plus tard, Del Ponte nuance ensuite ses propos, affirmant que l'enquête n'a pas pu déterminer les auteurs et que les témoignages n'ont pas été vérifiés.
Selon l'agence de presse Reuters, des analyses d'échantillons prélevés sur les sites des attaques de la Ghouta, à Khan Cheikhoun et de Khan al-Assal montrent qu'ils contiennent des marqueurs chimiques (hexamine) identiques à ceux des échantillons recueillis sur les produits dont le régime syrien avait accepté de se défaire début 2014 à la suite de l'accord intervenu à l'initiative de la Russie,. Selon Mediapart, la présence d'hexamine constitue la « signature caractéristique » du sarin syrien.
Pour Eliot Higgins, fondateur du site d'enquête Bellingcat interrogé en 2017, « il apparaît désormais que le gouvernement syrien est responsable » de l'attaque chimique de Khan al-Assal.

## Chronologie
- Le 3 mars, les forces de l'opposition capturent une grande partie de l'académie de police de Khan al-Assal[18].
- Le mardi 19 mars, à 07 heures 30, un missile atterrit dans la partie sud de Khan al-Assal. L'engin libère alors du sarin lors de l'impact et le vent permet au gaz de dériver vers le sud-ouest en suivant la direction du vent[2]. Un médecin d'un hôpital d'Alep, affirme que les produits toxiques qui ont été répandus « provoquent des vomissements et une perte de conscience »[19].
- Le 20 mars, le gouvernement syrien demande officiellement une mission de l'ONU impartiale et indépendante spécialisée sur les armes chimiques afin d'enquêter sur l'attaque[20].
- Le 21 mars, en réponse à la requête syrienne, Ban Ki-moon décide d'organiser une mission pour enquêter sur l'attaque. La mission est baptisée Mission des Nations unies chargée d'enquêter sur les utilisations présumées d'armes chimiques en République arabe syrienne[20],[21]. L'ancienne haut-commissaire des Nations unies aux droits de l’homme, Louise Arbour, déclare dans une interview qu'une intervention militaire serait légitime, car elle permettrait d'éviter l'utilisation d'armes chimiques. Malgré tout elle émet des doutes, car d'après elle, « en faisant une ligne rouge, on prend le risque que des parties qui ont intérêt à provoquer une intervention les utilisent »[22].
- Le 22 mars, les Nations unies décident d'étendre le mandat de la Commission d'enquête qui prévoyait jusqu'à présent d'« enquêter sur tous les massacres »[23] à « toutes les violations présumées du droit international et des droits de l'homme depuis mars 2011 en République arabe syrienne »[24],[25].
- Le 23 mars, une équipe d'enquêteurs russes arrive à Khan al-Assal et relève des fragments de métal et des échantillons du sol sur le site de l'attaque[2]. L'après midi, un photographe de Reuters est conduit le site de l'incident par des soldats de l'armée arabe syrienne[7]. Il prend alors des photos dans le village[26] ainsi que du point d'impact[27].
- Le 27 mars, Ban Ki-moon nomme Åke Sellström à la tête de la mission de l'ONU pour enquêter sur l'utilisation d'armes chimiques en Syrie[28].
- Le 5 mai, Carla Del Ponte, membre de la commission d'enquête de l'ONU déclare : « nos enquêtes devront encore être approfondies, vérifiées et confirmées à travers de nouveaux témoignages, mais selon ce que nous avons pu établir jusqu'à présent, pour le moment ce sont les opposants au régime qui ont utilisé le gaz sarin »[29],[30]. Cependant, le lendemain, en réaction à la déclaration de Del Ponte, la Commission d'enquête annonce ne pas avoir d'éléments suffisants lui « permettant de conclure que des armes chimiques ont été utilisées par les parties au conflit »[31].
- Le 8 juillet, la Syrie invite Åke Sellström et le chef du désarmement onusien Angela Kane à se rendre à Damas pour des entretiens concernant la conduite de l'enquête sur l'attaque de Khan al-Assal[32].
- Le 9 juillet, l'ambassadeur russe auprès des Nations unies, Vitali Tchourkine, remet le rapport d'analyse russe des échantillons prélevés sur le site de l'attaque chimique au Secrétaire général de l'ONU, Ban Ki-moon[33]. D'après l'ambassadeur, le missile et son contenu étaient récents mais « pas de fabrication industrielle »[34].
- Le 20 août, le gouvernement syrien remet son propre rapport d'enquête sur l'attaque chimique de Khan al-Assal à la mission d'enquête de l'ONU à Damas[2].
- Le 25 septembre, la mission de l'ONU retourne en Syrie pendant cinq jours pour suivre et conclure son enquête concernant l'utilisation présumée d'armes chimiques en Syrie, notamment à Khan al-Assal[2].